# Vittorio Spinazzola

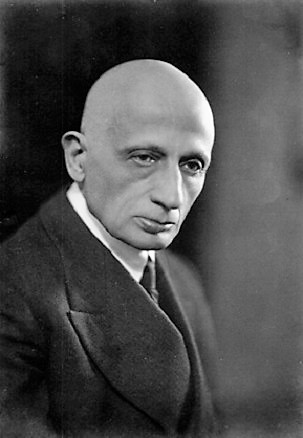
Vittorio Spinazzola

Vittorio Spinazzola (geboren am 2. April 1863 in Matera; gestorben am 13. April 1943 in Rom) war ein italienischer Klassischer Archäologe.
Vittorio Spinazzola studierte zunächst Romanistik und Literaturwissenschaften an der Universität Neapel und promovierte bei Francesco D’Ovidio. Während dieser Zeit schloss er Freundschaften mit Francesco Saverio Nitti, Benedetto Croce und Gabriele D’Annunzio. D’Annunzios Drama La città morta geht auf eine Anregung Spinazzolas zurück. Zeit seines Lebens blieb er der Literatur, insbesondere Dantes verbunden.
1893 wurde er Inspektor der Provinzverwaltung für antike Kunst, 1895 und 1896 war er am Archäologischen Museum in Bologna und am Nationalmuseum in Tarent angestellt. Im Jahr 1897 wurde er zum persönlichen Referenten des Kultusministers ernannt. 1898 wurde er zum Kurator des Museo Nazionale di San Martino in Neapel berufen und behielt dieses Amt bis 1910. Zugleich war er von 1903 bis 1907 außerdem freier Dozent für Archäologie an der Universität Neapel. 1910 wurde er Direktor des Archäologischen Nationalmuseums in Neapel, ein Jahr später Soprintendente der Ausgrabungen und Museen der Provinzen Neapel, Caserta, Avellino, Salerno, Benevent und Campobasso. Dies schloss die oberste Grabungsleitung für Pompeji mit ein. Ab 1919 wurde er zusätzlich Soprintendente für die Monumente und Galerien der genannten Provinzen.
Bereits während seiner Zeit am Museo di San Martino führte Spinazzola Ausgrabungen durch, insbesondere die erste wissenschaftliche Ausgrabung in Paestum, wo er die sogenannte Basilika und die wichtigsten Gebäude des Forums freilegte. Wichtig waren auch seine archäologischen Forschungen zur Höhle der Sibylle in Cumae oder den dortigen Apollontempel, für den er die Zuweisung sichern konnte. In Pompeji aber entwickelte er neue Methoden zur archäologischen Erforschung der Stadt. Wurde zuvor immer nur an einzelnen, wichtig oder ergiebig scheinenden Stellen gegraben, die keinerlei Gesamteindruck entstehen lassen konnten, begann Spinazzola Pompeji straßenweise auszugraben. Ziel war es, ganze Viertel wieder erstehen zu lassen. Zugleich achtete er darauf, bei der Freilegung auch die oberen Stockwerke der Gebäude zu erhalten und entwickelte hierzu Methoden, die auch von seinen Nachfolgern weiterverfolgt und verbessert wurden. Auf diese Weise legte er hunderte Meter der Via dell’Abbondanza mit all ihren zahlreichen Zeugnissen des täglichen Lebens frei. Wandmalereien waren ihm hierbei genauso wichtig wie politische Graffiti, kleine Heiligtümer so wichtig wie Bäckereien oder Handwerksbetriebe. Er entdeckte dabei die Casa di Loreio Tiburtino (eigentlich Casa di Ottavio Quartione), die Casa dell’Efebo und die Casa di Trebio Valente.
Wegen Spinazzolas kritischer Haltung zu Benito Mussolini musste die Ausgrabung in Pompeji 1923 eingestellt werden. Spinazzola arbeitete bis zu seinem Tod die Funde der Jahre 1910 bis 1923 auf, um sie zu publizieren. Er selbst konnte die Veröffentlichung nicht mehr erleben, da der zur Veröffentlichung vorgesehene Verlag kurz vor Drucklegung während des Zweiten Weltkriegs bei einem Bombenangriff getroffen wurde und das Manuskript als verloren galt. Doch gab es in Mailand eine Kopie, die 1953 auf Beschluss der italienischen Regierung in vollem Umfang unter dem Titel Pompei alla Luce degli Scavi nuovi di Via dell’Abbondanza (anni 1910–1923) in zwei Bänden publiziert wurde. Herausgegeben wurde das Werk von Salvatore Aurigemma, dem Schwiegersohn, der mit Spinazzolas Tochter aus erster Ehe, Maria Giulia, verheiratet war. Vittorio Spinazzola war seit 1932 in zweiter Ehe mit der Archäologin Alda Levi verheiratet.

## Publikationen (Auswahl)
- Gli Augures. E. Loescher e.ci., Rom 1895.
- Gli Avvenimenti del 1799 in Napoli da nuove Ricerche e Documenti inediti del Museo Nazionale di S. Martino. L. Pierro, Neapel 1899.
- Le Origini e il Cammino dell’Arte. G. Laterza & figli, Bari 1904.
- L’Arte ed il Seicento in Napoli. V. Morano, Neapel 1905.
- L’Anfiteatro Flavio: Storia degli Scavi ed ultime Scoperte, 1590–1895. R. Marghieri, Neapel 1907.
- L’Arte di Dante. R. Ricciardi, Neapel 1921.
- Le Arti decorative in Pompei e nel Museo nazionale di Napoli. Bestetti & Tumminelli, Mailand 1928.
- Pompeii alla Luce degli Scavi nuovi di Via dell’Abbondanza (anni 1910–1923). 2 Bände. Libreria dello Stato, Rom 1953.